# Caecoserolis brinki
Caecoserolis brinki is een pissebed uit de familie Serolidae. De wetenschappelijke naam van de soort is voor het eerst geldig gepubliceerd in 1978 door Kensley.